# Маллет (Бразилия)
Маллет (порт. Mallet) — муниципалитет в Бразилии, входит в штат Парана. Составная часть мезорегиона Юго-восток штата Парана. Входит в экономико-статистический микрорегион Ирати. Население составляет 13 189 человек на 2006 год. Занимает площадь 723,085 км². Плотность населения — 18,2 чел./км².
Праздник города — 21 сентября.

## История
Город основан в 1912 году. Значительную часть населения составляют бразильцы украинского и польского происхождения.

## Статистика
- Валовой внутренний продукт на 2003 год составляет 120 697 083,00 реалов (данные: Бразильский институт географии и статистики).
- Валовой внутренний продукт на душу населения на 2003 год составляет 9341,88 реалов (данные: Бразильский институт географии и статистики).
- Индекс развития человеческого потенциала на 2000 год составляет 0,761 (данные: Программа развития ООН).

## География
Климат местности: субтропический. В соответствии с классификацией Кёппена, климат относится к категории Cfa.